# Rimpelgatenplant
De rimpelgatenplant (Monstera adansonii) is een plant uit de aronskelkfamilie (Araceae). Het is een kruipende klimplant, die van nature voorkomt in de tropische regenwouden van Midden- en Zuid-Amerika. Kenmerkend voor deze plant zijn de gaten in het blad, dat tot wel 35 cm lang kan worden. Net zoals de gewone gatenplant maakt de rimpelgatenplant ook luchtwortels aan.
In gematigde streken wordt deze plant vaak als kamerplant gehouden. Lange periodes van direct zonlicht zijn hierbij te vermijden en de potgrond dient constant licht vochtig te zijn.

## Verwarring metMonstera obliqua
Deze plant wordt vaak verkocht als Monstera obliqua, maar in werkelijkheid is Monstera obliqua een kleinere en iets meer graciele plant die zeldzaam is in het wild en zelfs nog zeldzamer in de teelt.
De naam Monstera friedrichsthalii werd vroeger ook gebruikt om juveniele individuen van deze plant te beschrijven. 